# محمد علاء
محمد علاء (مواليد 1 مايو 1982)، ممثل مصري من منطقة حلوان التابعة لمحافظة القاهرة، شارك في العديد من الأعمال السينمائية والأعمال الدرامية المصرية، له بصمات في عالم الدرامة، وخاصة الدرامة الرمضانية، في العديد من الأعمال ولعل أبرزها: مسلسل البرنس، ومسلسل سابع جار، والاختيار2.

## أعماله الفنية

### دراما
- خاص جدا 2009
- عرض خاص 2010
- الحارة 2010
- المواطن اكس 2011
- سر علني 2012
- لاعلى سعر 2017
- سابع جار 2017
- أنا شهيرة أنا الخائن 2017
- اختفاء 2018
- البرنس 2020
- قمر هادي 2021
- زي الشمس 2021
- الاختيار 2021
- رجل الظل 2021
- الثمانية 2022
- صيد العقارب (مسلسل)2024
- موعد مع الماضي 2024
- وتر حساس 2024

### سينما
- الشهادة 2005
- الشياطين 2007
- واحد صفر 2009
- تلك الأيام 2020
- شكة دبوس 2016
- اشتباك 2016
- طلق صناعي 2018
- البدلة 2018
- الحارث 2020
- قمر14 2021